# Puerta metálica

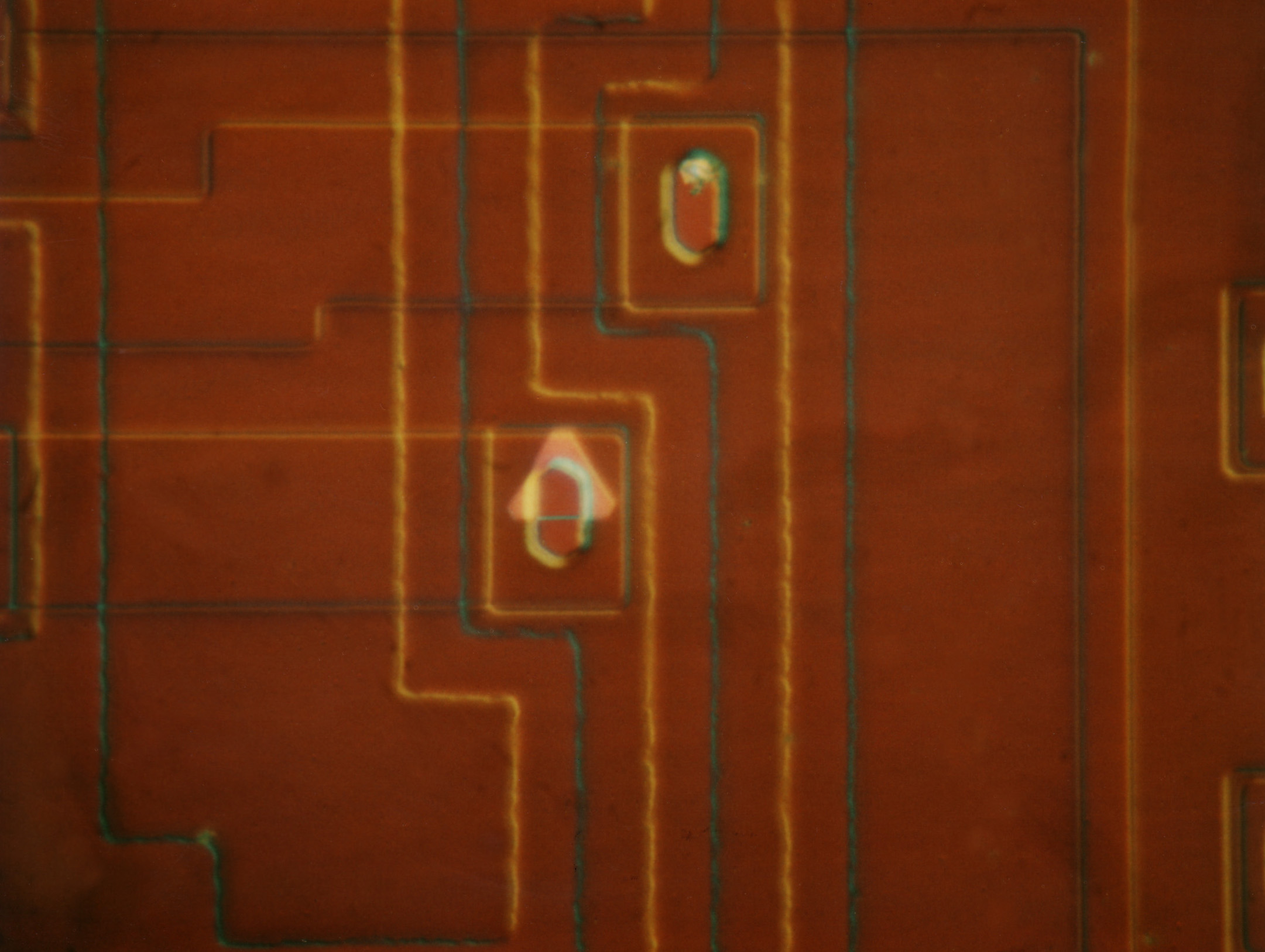
La evidencia visual de aleación de aluminio en < 1 1 1 > silicio se debe a un recocido excesivo del aluminio. La capa de aluminio del circuito integrado se eliminó mediante grabado químico para revelar este detalle.

Una puerta metálica, en el contexto de una pila lateral metal-óxido-semiconductor (MOS), es el electrodo de puerta separado por un óxido del canal del transistor: el material de la puerta está hecho de un metal. En la mayoría de los transistores MOS desde mediados de los años 70, la "M" de metal se ha sustituido por un material de puerta no metálico.

## Puerta de aluminio
El primer MOSFET (transistor semiconductor de óxido metálico de efecto de campo) fue fabricado por Mohamed Atalla y Dawon Kahng en los laboratorios Bell en 1959, y se demostró en 1960. Utilizaban silicio como material del canal y una puerta de aluminio no autoalineada.El metal de la puerta de aluminio (normalmente depositado en una cámara de vacío de evaporación sobre la superficie de la oblea) fue habitual hasta principios de los años 70.

## Polisilicio
A finales de la década de 1970, la industria había abandonado el aluminio como material de puerta en la pila de semiconductores de óxido metálico debido a complicaciones de fabricación y problemas de rendimiento. Se utilizó un material llamado polisilicio (silicio policristalino, altamente dopado con donantes o aceptores para reducir su resistencia eléctrica) para sustituir al aluminio.
El polisilicio puede depositarse fácilmente mediante deposición química en fase vapor (CVD) y tolera los pasos de fabricación posteriores que implican temperaturas extremadamente altas (superiores a 900-1000 °C), cuando el metal no lo hacía. En particular, el metal (normalmente aluminio, un dopante de tipo III (tipo P)) tiende a dispersarse en el silicio (alearse con él) durante estas etapas de recocido térmico. En particular, cuando se utiliza en una oblea de silicio con una orientación cristalina < 1 1 1 >, la aleación excesiva del aluminio (por los prolongados pasos de procesamiento a alta temperatura) con el silicio subyacente puede crear un cortocircuito entre las áreas de fuente o drenaje del FET difundidas bajo el aluminio y a través de la unión metalúrgica en el sustrato subyacente, lo que provoca fallos irreparables del circuito. Estos cortocircuitos se crean mediante picos piramidales de aleación de silicio-aluminio que apuntan verticalmente "hacia abajo" en la oblea de silicio. El límite práctico de alta temperatura para el recocido de aluminio sobre silicio es del orden de 450 °C. El polisilicio también resulta atractivo por la facilidad de fabricación de puertas autoalineadas. La implantación o difusión de impurezas dopantes de fuente y drenaje se lleva a cabo con la puerta en su lugar, lo que da lugar a un canal perfectamente alineado con la puerta sin pasos litográficos adicionales con el potencial de desalineación de las capas.

## Los procesos modernos vuelven al metal
A partir del nodo de 45 nm, vuelve la tecnología de compuerta metálica, junto con el uso de materiales de alto dieléctrico (high-κ), de la que Intel fue pionera.
Los candidatos para el electrodo de puerta metálica son, para NMOS, Ta, TaN, Nb (puerta metálica única) y para PMOS WN/RuO2 (la puerta metálica PMOS suele estar compuesta por dos capas de metal). Gracias a esta solución, se puede mejorar la capacidad de deformación en el canal (por la puerta metálica). Además, esto permite menos perturbaciones de corriente (vibraciones) en la puerta (debido a la disposición de los electrones dentro del metal).